# きつねさんに化かされたい
『きつねさんに化かされたい』（きつねさんにばかされたい）は、桑原ひひひによる日本の4コマ漫画作品。
『まんがタイムきらら』（芳文社）にて2003年10月号より2009年6月号まで連載された。萌え系の4コマ漫画である。

## 概要
立った獣耳と先の白い尻尾を持ち、眼鏡をかけたキツネ娘の主人公「こくり」が、こくりの母を救った保健医の村田先生の元に恩返しにやって来るという設定になっており、ユニークな学校の生徒達と出会い、様々なストーリーが展開する作品となっている。

## 登場人物
こくり（こくりさん）
村田先生に薬をもらって母を助けられたきつね。助けてもらったお礼にメイド娘に化けて先生のお手伝いとして保健室にやってきた。真面目で素直な性格だが、人間界の知識はまだ疎いところがあり周囲の言った事を勘違いしてしまうことがある。
普段は人間の姿に化けているが、寝ている時やお酒を飲むと狐の姿に戻ってしまう。また、変化はあまり得意でなく他のキャラに化けようとしても髪と服くらいしか変わることができない。
村田先生
物語の主な舞台となる保健室で働いている保険医。メイド姿は人間界でお手伝いするときの一般的な衣服と、こくりに教え込んだ張本人。保健室に来る生徒達からあまり慕われておらず名前も覚えてもらえないため、少々卑屈な発言をすることも。しかし、生徒達の悩みに真面目に答えたりあんずが飯塚を放って望に夢中になった際は説得をするなど生徒想いのところもある。最終的には田中と付き合う様になる。
飯塚凪
あんずの彼氏で高校は同学年であったが、大学は浪人しなかったため1つ上となる。腹痛で保健室に薬を貰いに来たことで、こくりと仲良くなった。あんずに蔑ろにされた際に同期の女の子と買い物などにいくが、眼鏡が好きなあんずが好きだと改めて自覚し縒りを戻す事になる。
小島あんず
眼鏡フェチの女子高生で凪の彼女。物語最初は1年生だったが最後には（1浪したので）大学2年生となる。眼鏡フェチはかなりの重度で、眼鏡をかけていれば老若男女問わなかったり、同学年の眼鏡をかけている生徒を即日で網羅するくらいである。
望が高校に入学してからは眼鏡をかけさせようと夢中になり凪を蔑ろにしてしまった結果別れる直前まで行くが、皆に励まされ再び凪に告白して縒りを戻す。
田中春香
あんず達の一学年下の女子高生。登場当初は怠けて登校拒否をしていたが、担任に言われ保健室登校するようになり保健室の常連となる。1年時の学園祭で保健室の催し物を通して村田に諭され、クラスに出席していくようになる。最後には看護師となるため看護の専門学校へと進学した。また、初めは暇つぶしとして村田と付き合うつもりであったが、徐々に本当に惹かれていくようになり最終的に付き合う事となった。
葉子
こくりの母親で、様子を見に来て以降は村田の家でこくりと同居することになる。村田が仕事で保健室にいる際にはこくりと共に保健室で過ごしている。こくりと違い変化が得意なため様々な姿になれるが、普段は得意な着物を着た子供の姿を取っている。本当の姿は九尾の狐である。少々意地悪な性格をしており、度々作中のキャラを困らせる事がある。

## 単行本
1. ISBN 978-4-8322-7538-6（2005年5月）
2. ISBN 978-4-8322-7608-6（2006年12月）
3. ISBN 978-4-8322-7699-4（2008年5月）
4. ISBN 978-4-8322-7823-3（2009年7月）